# Viktor Barna
Viktor Barna (24. srpna 1911, Budapešť – 28. února 1972, Lima) byl legendární maďarský stolní tenista.
Získal celkem 32 medailí ze světových šampionátů, z toho 22 zlatých (celý seznam je uveden v odstavci Dosažené úspěchy).
Jedná se (podle počtu medailí z mistrovství světa) o nejúspěšnějšího stolního tenistu všech dob. S ohledem na vyrovnanost dnešní světové špičky a na fakt, že mistrovství světa dnes již neprobíhá každoročně, není pravděpodobné, že by byl v tomto ohledu někdy v budoucnosti překonán.

## Život
Hráč později známý jako Viktor Barna se narodil v Budapešti v maďarské židovské rodině pod jménem Győző Braun. Jméno, pod kterým se proslavil, přijal v důsledku sílících antisemitských nálad v meziválečném Maďarsku.
V roce 1929 se ve svých osmnácti letech poprvé účastnil jako člen maďarského týmu mistrovství světa a hned získal dvě zlaté medaile - ve čtyřhře společně s Miklósem Szabadosem a v soutěži mužských družstev. O rok později (1930) již zvítězil i ve dvouhře mužů, která byla stejně jako dnes nejsledovanější a nejprestižnější disciplínou. Toto vítězství pak dokázal zopakovat ještě čtyřikrát - v letech 1932 až 1935.
V roce 1936 postupně přestalo být pro Barnu v rodném Maďarsku kvůli jeho židovskému původu bezpečno, takže odešel do Francie, v roce 1939 pak spolu se svou manželkou do USA. Odtud se vrátil do Anglie a bojoval ve druhé světové válce jako dobrovolník. Během války si změnil křestní jméno na Victor.
Po válce zůstal Barna v Anglii, kde se pravidelně účastnil exhibic a profesionálních turnajů a všestranně propagoval stolní tenis. Ještě v roce 1954 se ve svých třiačtyřiceti letech naposledy účastnil mistrovství světa.

## Dosažené úspěchy
Mistrovství světa:
- 5x zlatá medaile v mužské dvouhře: 1930, 1932, 1933, 1934 a 1935
- 8x zlatá medaile v mužské čtyřhře: 1929 - 1935 a 1939
- 2x zlatá medaile ve smíšené čtyřhře: 1932 a 1935
- 7x zlatá medaile v soutěži mužských družstev: 1929 - 1931, 1933 - 1935 a 1938